# Mon Noël en Alaska
 (janvier 2025).
Mon Noël en Alaska  (Northern Lights of Christmas) est un téléfilm américain réalisé par Jonathan Wright et diffusé le 15 décembre 2018.

## Synopsis
Une jeune pilote[De quoi ?] vivant à Seattle retourne en Alaska après avoir hérité d'un ranch.

## Fiche technique
- Titre original : Northern Lights of Christmas
- Réalisation : Jonathan Wright
- Scénario : James Iver Mattson, B.E. Brauner, Teri Wilson
- Durée : 80 minutes
- Pays de production :  États-Unis
- Durée :
- Date de sortie : 2018

## Distribution
- Ashley Williams (VF : Flora Brunier) : Zoey Hathaway
- Corey Sevier (VF : Damien Boisseau) : Alec Wynn
- Genelle Williams (VF : Fily Keita) : Karen Yazzi
- Laura Miyata (VF : Geneviève Doang) : Anya Parker
- Jefferson Brown (VF : Jean-Baptiste Marcenac) : Brock Parker
- Art Hindle (en) (VF : Thierry Murzeau) : Otto Bismer
- Bill Lake (VF : Achille Orsoni) : Chuck Baker
- Alix Sideris : Joan Hathaway
- Ron Lea : Doyle Hathaway
- Precious Chong : Tracie Walker
- Christopher Seivright : Geoff Peters
- Emily Shelton : Nellie
- Alexander Nunez (VF : Jonathan Gimbord) : Danny
- Melody Johnson : Melissa Upson
- David Gingrich : Ryan Upson
- Cheri Maracle : State Trooper
- Barbara Rajnovich : Linda